# Prodicos de Céos
Prodicos de Céos (en grec ancien Πρόδικος / Pródikos) est un philosophe présocratique grec né entre 470 et 460 av. J.-C. et mort après 399 av. J.-C.

## Biographie
Il naît à Ioulis, patrie de Simonide, Bacchylide et Érasistrate, l'une des quatre villes de l'île de Céos. Il fut plusieurs fois ambassadeur pour sa cité à Athènes, et y donna des conférences qui lui valurent notoriété et richesse. Sophiste, mais aussi sémanticien, il s'attacha à définir le sens des mots et à distinguer des mots qui semblaient être synonymes, ce qui lui valut la considération de Socrate, qui semble l'épargner de son ironie à l'égard des sophistes. Connu surtout comme professeur de morale et de style, sophiste - même s'il avait étudié la physique - il enseigna notamment à Thucydide, Isocrate, Tisias, Théramène et Euripide. Xénophon lui attribue le célèbre Apologue ou récit sur le choix d’Héraclès entre la Vertu et le Vice. Prodicos passe pour avoir enseigné à Socrate ; ses leçons coûtaient cher (de 2 oboles à 50 drachmes). Nous savons que Socrate, par exemple, payait 2 oboles.

## Philosophie

### Du plaisir
Prodicos divisait le plaisir en joie, volupté et liesse

## Œuvre littéraire et philosophique

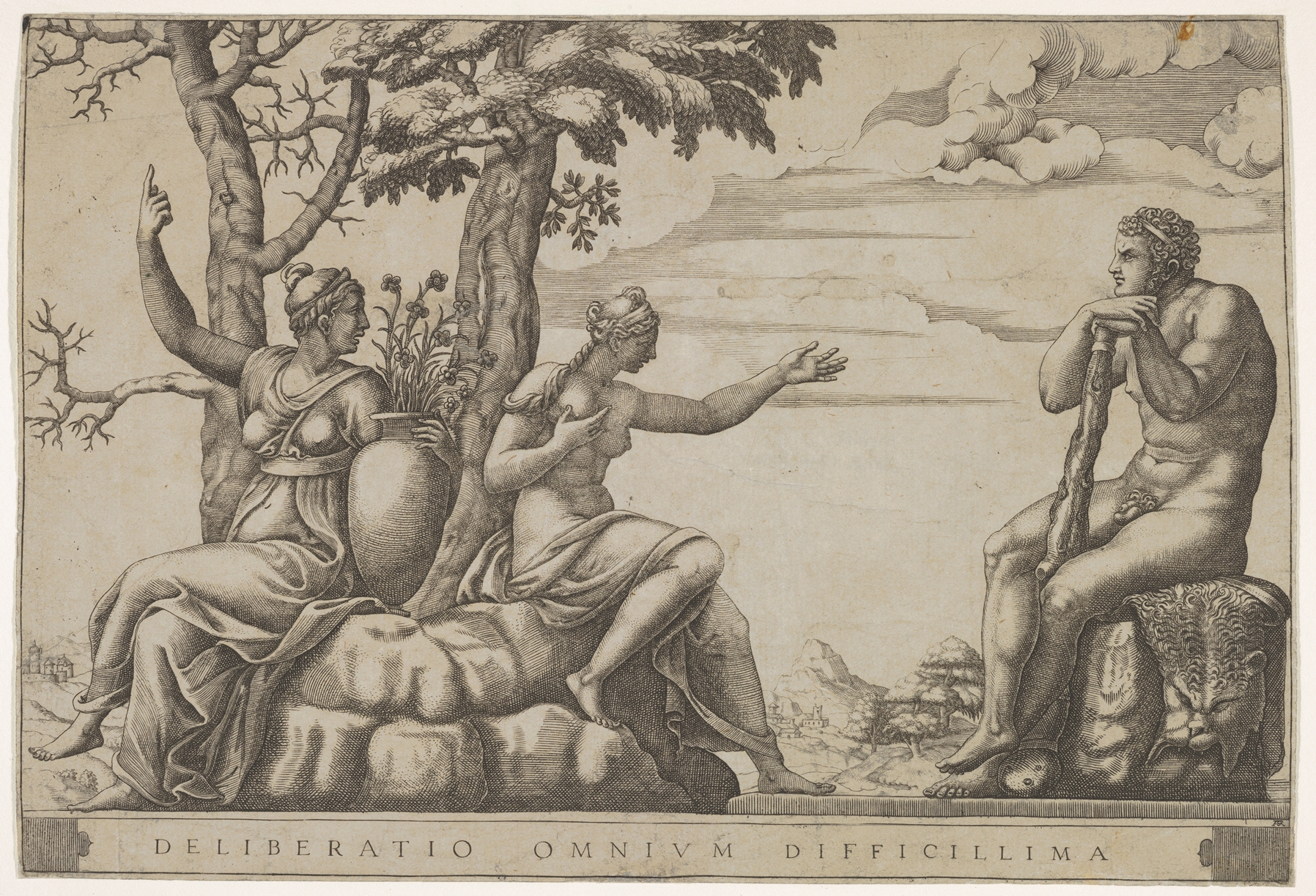
Deliberatio omnium difficilima (« La décision la plus difficile de toutes »). Hercule face aux personnifications féminines de la Vertu et du Vice. Gravure d'Adamo Scultori d'après Giulio Romano, XVIe siècle. New York, Metropolitan Museum of Art.

Prodicos est l'auteur d'un grand ouvrage intitulé Les Saisons (Ὦραι ôraï) dans lequel figurait, selon une scholie à Aristophane, un traité sur Héraclès et la vertu, que Xénophon évoque dans les Mémorables.
Les Saisons se composaient de deux parties :
1. De la Nature du monde.
2. De la Nature de l'Homme.

Cet ouvrage semble avoir débuté par une description de la genèse de la civilisation, en parallèle avec une réflexion sur la nature et le divin selon une vision polythéiste (où les dieux interviennent auprès de l'humanité). Le récit était aussi une histoire naturelle de l'humanité et de ses réalisations.
Selon le témoignage de Philodème de Gadara, Prodicos affirmait que les nourritures, ainsi que d'autres choses comme les inventions utiles (le blé, le feu, etc.), ont été honorées comme divines sous les traits de Dionysos ou de Déméter par les premiers hommes qui les découvrirent. Une formule de Prodicos nous est parvenue, préservée par Stobée: « Le redoublement de la passion c'est l'amour, le redoublement de l'amour c'est la folie. »